# 트롬쇠위아섬
트롬쇠위아섬(노르웨이어: Tromsøya)은 노르웨이 트롬스주의 섬이다. 트롬쇠 시의 중심 구역과 거주지가 위치하고 있다. 면적은 약 22 km2, 인구는 약 3만 명이다. 섬 서쪽에 트롬쇠 공항이 있다.

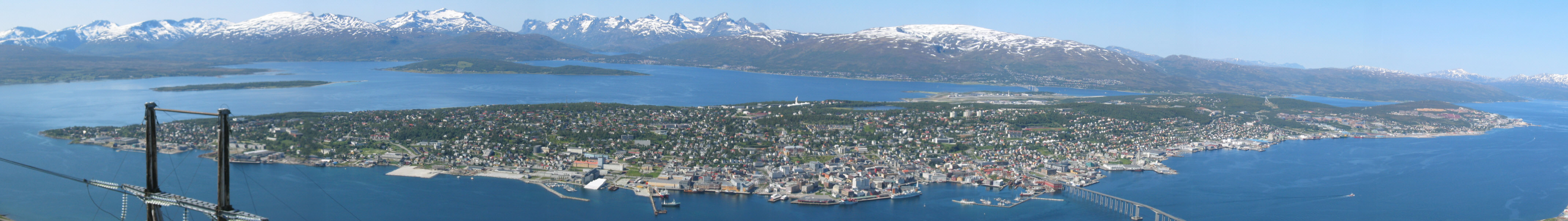
트롬쇠위아 섬